# Bertsolarisme

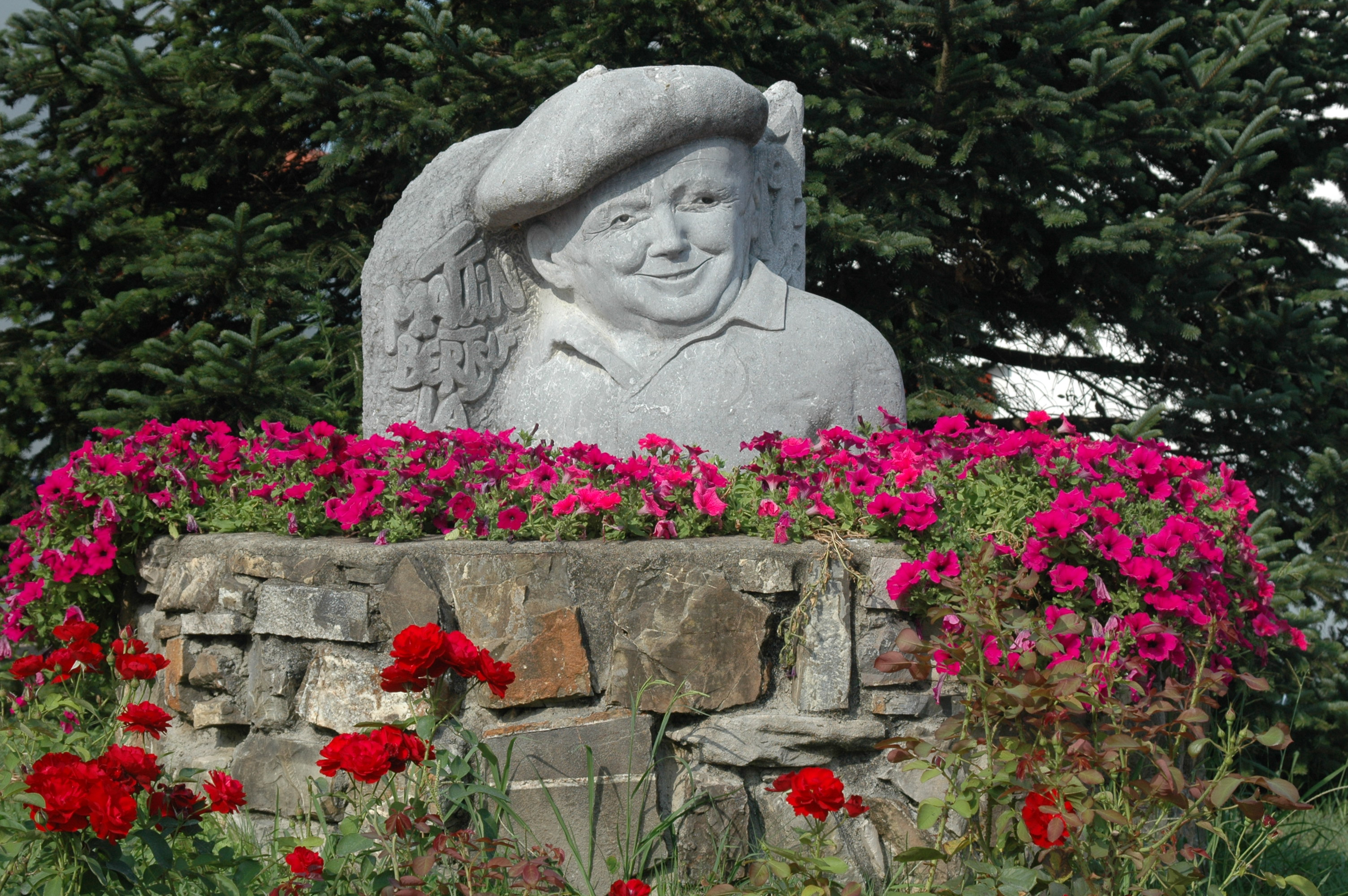
Estàtua de Mattin Treku a Ahetze

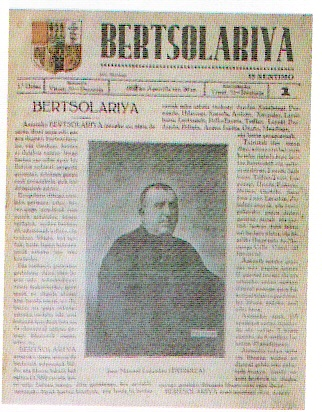
Exemplar de la revista Bertsolariya (1931-1932)

Bertsolarisme és l'art de conversar o pronunciar un discurs cantat de manera improvisada, rimant i amb una mètrica establerta. És a dir, un bertso.
El bertsolarisme té una gran tradició arreu d'Euskal Herria; és molt anterior a qualsevol manifestació escrita del basc, ja que sorgeix d'una literatura oral espontània. És un art emparentat amb el sean-nós d'Irlanda, la payada del Con Sud d'Amèrica, el trovo de les Alpujarras i el repentismo cubà. Aquest tipus de «discussió dialèctica» respon a un patró que ha estat present en un gran nombre de cultures, i forma part de la tradició asiàtica, de les cultures grega i romana, i de la Història del Mediterrani musulmà.
En la majoria de les festes populars està present en el festeig.
L'estudiós i bertsolari Xabier Amuriza ho defineix de la següent manera:
| « | Neurriz eta errimaz kantatzea hitza horra hor zer kirol mota den bertsolaritza. | ‘Amb mètrica i rima cantar la paraula vet aquí quin esport és el bertsolarisme’ | » |

## Història
La història de bertsolarisme d'improvisació pot situar-se cap a l'any 1800. És l'època de Beñat Mardo i Fernando o Pernando Amezketarra. Aquests bertsolaris no instruïts es desafiaven mútuament cantant.
Entre les dues guerres carlines (1839-1876) sorgeixen els Bertso paperak (fulles de bertso). Fa la seva aparició un llenguatge més elaborat amb noves melodies. A aquesta època corresponen bertsolaris com Xenpelar, Bilintx, Iparragirre o Etxahun.
Des de 1876 fins a la Guerra Civil espanyola, les fulles de bertso cobren gran importància, s'organitzen jocs florals i pren importància l'estudi teòric del bertsolarisme.
Entre 1935 i 1968 es consolida el bertsolarisme d'improvisació i s'organitzen els primers campionats amb bertsolaris com Basarri, Uztapide, Xalbador o Lasarte.
En el període corresponent a 1968-1977, els bertsos són el reflex del conflicte polític i social que es viu en la societat. cal destacar a Lopategi, Azpillaga, Lazkao Txiki, Lazkano o Lizaso.
Després del franquisme, apareixen els primers bertsolaris provinents de l'escoles del*bertso (Sarasua, Euskitze).
L'aportació de Xabier Amuriza resulta molt benefactora pel bertsolarisme. El bertso s'obre camí en la televisió, la ràdio i els periòdics, i és seguit per gran nombre d'espectadors i oïdors.

## Campionat d'Euskal Herria debertso
El primer campionat oficial es va disputar 1935 gràcies a l'obstinació de José Ariztimuño Olaso "Aitzol". El guanyador va ser un jove de 22 anys, sobrenomenat Basarri.
L'any següent, 1936, el va guanyar Txirrita, un fecund bertsolari format i desenvolupat en les sidreries.
La Guerra Civil espanyola i les seves conseqüències van interrompre els campionats. El 1960, amb el nom de «Campionat mundial de bertsolaris», es va tornar a disputar el campionat, però aquesta vegada els bertsolaris venien a representar a França o Espanya. El guanyador va ser novament Basarri.
Els següents tres campionats, 1962, 1965 i 1967, van tenir com a vencedor Uztapide. Després de 13 anys sense disputar-se, l'Euskaltzaindia va organitzar els dos primers campionats celebrats després del franquisme, campionats, en els anys 1980 i 1982, que van congregar a molt públic com els anteriors, però la diferència més important va ser que va acudir molta gent jove. El guanyador dels dos campionats va ser Xabier Amuriza.
El següent campionat va ser organitzat per l'Euskal Herriko Bertsolari Elkarteak, l'actual Bertsozale Elkartea, en 1986, i el campió va ser Sebastian Lizaso. En 1989 es van reunir més de 8.000 espectadors aplaudint la txapela aconseguida per Lopategi. En 1993, 1997, 2001 i 2005 el guanyador va ser Andoni Egaña, i cal destacar que en 1997 la majoria dels que es van presentar eren universitaris. En 2009, per primera vegada va guanyar una dona, Maialen Lujanbio. El 2013 la txapela l'hi va endur el labortà Amets Arzallus.

## Alguns bertsolaris
La majoria dels bertsolaris eren coneguts pels seus àlies, normalment el nom dels baserris o casa rurals basques, no els seus cognoms. Nom complet entre parèntesis.

### Bertsolaris històrics
- Basarri (Inazio Eizmendi, 1913-1999) Guipúscoa
- Bilintx (Indalezio Bizkarrondo, 1831-1876) Guipúscoa
- Bordel (Joan Etxamendi Larralde, 1792-1879) Navarra
- Etxahun (Pierre Topet, 1786-1862) Zuberoa
- Etxahun-Iruri (Pierre Bordazarra, 1908-79) Zuberoa
- Etxamendi (Jean Etxamendi 1873-1962) Baixa Navarra
- Lexoti (Jose Luis Lekuona (1925-2006) Guipúscoa
- Lazkao Txiki (Joxe Migel Iztueta Kortajarena, 1926-1993) Guipúscoa
- Mattin (Mattin Treku Inhargue, 1916-1981) Lapurdi
- Otaño (Pello Mari Otaño Barriola, 1857-1910) Guipúscoa
- Pello Errota (Pedro Jose Elizegi, 1840-1919) Guipúscoa
- Pernando Amezketarra (Fernando Bengoetxea Altuna, 1764-1823) Guipúscoa
- Piarres Ibarrart (1838-1919) Lapurdi
- Txirrita (Jose Manuel Lujanbio Erretegi, 1860-1936) Guipúscoa
- Urretxindorra (Kepa Embeita Renteria, 1878-1942) Biscaia
- Uztapide (Manuel Olaizola Urbieta, 1909-1983) Guipúscoa
- Xalbador (Ferdinand Aire Etxart, 1920-1976) Baixa Navarra
- Xanpun (Manuel Sein, 1928-2002) Lapurdi
- Xenpelar (Frantzisko Petrirena Errekondo, 1835-1869) Guipúscoa
- Zepai (Akilino Izagirre Amenabar, 1906-1971) Guipúscoa

### Bertsolaris moderns
- Xabier Amuriza Sarrionandia (1941) Biscaia
- Amets Arzallus Antia (1983) Lapurdi
- Sustrai Colina Akordarrementeria (1983) Lapurdi
- Andoni Egaña Makazaga (1961) Guipúscoa
- Igor Elortza Aranoa (1975) Biscaia
- Jon Enbeita Ealo (1950) Biscaia
- Unai Iturriaga Zugaza-Artaza (1974) Biscaia
- Jon Lopategi Lauzirika (1934), Biscaia
- Maialen Lujanbio Zugasti (1976) Guipúscoa
- Jon Maia Soria (1972) Guipúscoa
- Jon Martin Etxebeste (1981) Guipúscoa
- Mañukorta (Gregorio Larrañaga Mandiola, 1943) Biscaia
- Oihane Perea Perez de Mendiola (1977) Àlaba
- Xabier Silveira Etxeberria (1976) Navarra
- Aitor Usandizaga Izagirre (1976) Baixa Navarra
- Beñat Gaztelumendi Arandia (1987) Guipúscoa
- Ion Barrocal Besga (1981) Biscaia
- Jon Arano (1984) Biscaia